# Bachmacz
Bachmacz (ukr. Бахмач) – miasto na Ukrainie w obwodzie czernihowskim, siedziba władz rejonu bachmackiego.
Miasto zostało założone w latach 60.-70. XIX wieku, w związku z budową Kolei Kursko-Kijowskiej i Libawsko-Romieńskiej.
W 1989 liczyła 22 824 mieszkańców.
W 2024 liczyła 16 500 mieszkańców.
Urodził się tu Jan Freyman (ur. 22 października 1900, zm. 29 września 1970 w Vancouver) – polski inżynier-leśnik, działacz społeczny, polityk, poseł na Sejm w II RP.